# Sullivan (Missouri)
Sullivan – miasto w Stanach Zjednoczonych, w stanie Missouri, w hrabstwie Franklin.